# UTC−06:00

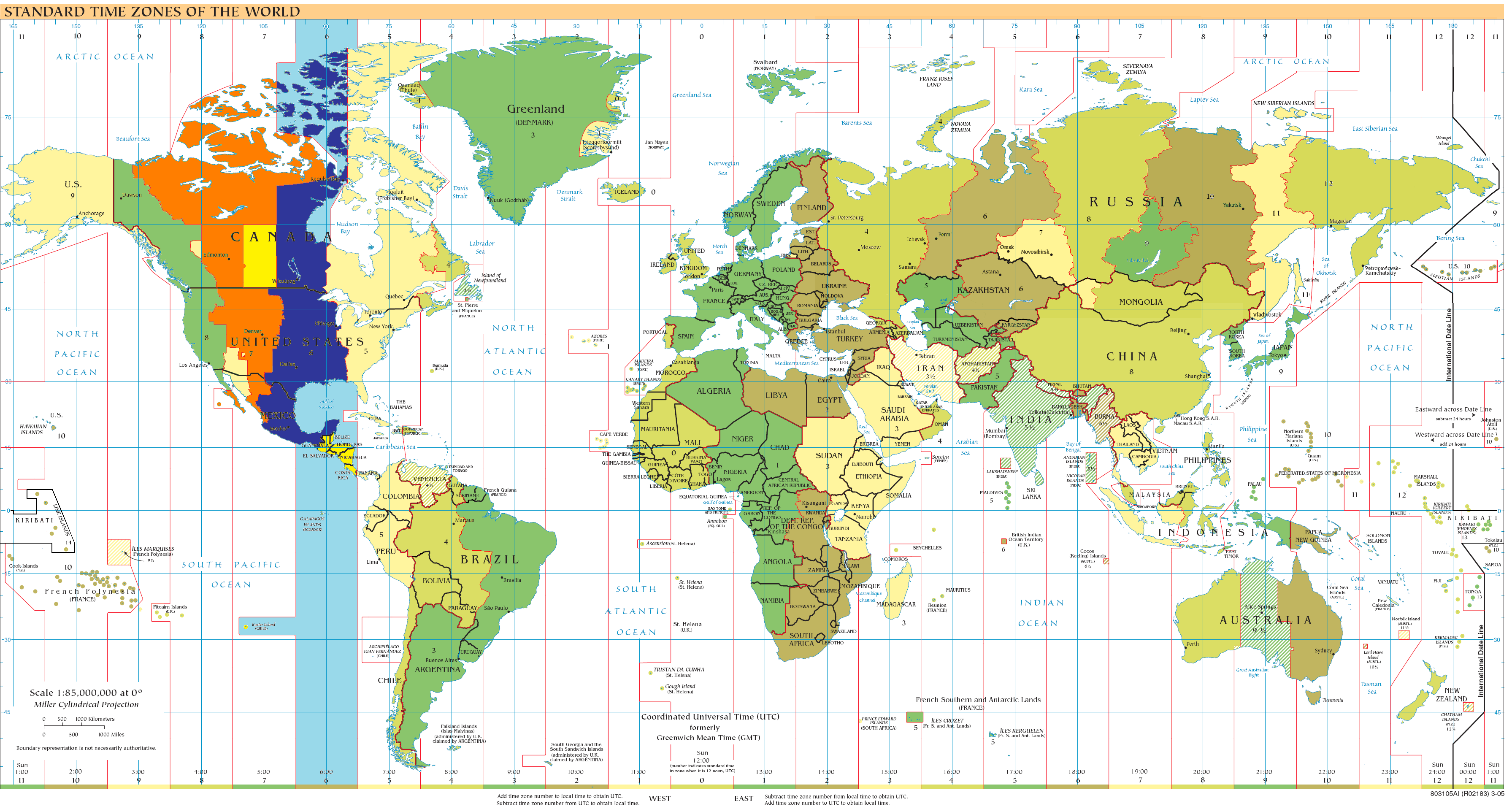
UTC–6 területei:

Az UTC–06:00 egy időeltolódás, amely hat órával van hátrébb az egyezményes koordinált világidőnél (UTC).

## Alap időzónaként használó területek (az északi félteke telein)

### Észak-Amerika
- Kanada
  - Manitoba
  - Nunavut
    - Kivalliq régió (kivéve a Southampton-szigetet)

  - Ontario
    - ny. h. 90°-tól nyugatra
- Egyesült Államok
  -  Alabama 
  -  Arkansas 
  -  Illinois 
  -  Iowa 
  -  Louisiana 
  -  Minnesota 
  -  Mississippi 
  -  Missouri 
  -  Wisconsin 
  -  Oklahoma  (Kenton kivételével)
  -  Kansas  (kivéve Greeley megye, Hamilton megye, Sherman megye és Wallace megye)
  -  Nebraska 
    - Közép-Nebraska
    - Kelet-Nebraska

  -  Észak-Dakota  (kivéve Adams megye, Billings megye, Bowman megye, Dunn megye déli területei, Golden Valley megye, Grant megye, Hettinger megye, McKenzie megye déli területei, Sioux megye területei a 31-es úttól délre, Slope megye és Stark megye)
  -  Dél-Dakota  (kivéve Corson megye, Dewey megye, Stanley megye nyugati területei, Jackson megye, Bennett megye és minden az előbbiektől nyugatra eső megye az államban)
  -  Tennessee 
    - minden a következőktől nyugatra eső megye az államban (a felsoroltak nem tartoznak ide): Scott megye, Morgan megye, Roane megye, Rhea megye és Hamilton megye

  -  Texas  (kivéve Culberson megye északnyugati területei, El Paso megye és Hudspeth megye)
  -  Florida 
    - Bay megye
    - Calhoun megye
    - Escambia megye
    - Holmes megye
    - Jackson megye
    - Okaloosa megye
    - Santa Rosa megye
    - Walton megye
    - Washington megye
    - Gulf megye északi területei

  -  Kentucky 
    - Breckinridge megye
    - Grayson megye
    - Hart megye
    - Green megye
    - Adair megye
    - Russell megye
    - Clinton megye
    - minden a fentiektől nyugatra eső megye az államban

  -  Michigan 
    - Dickinson megye
    - Gogebic megye
    - Iron megye
    - Menominee megye

  -  Indiana 
    - Jasper megye
    - Lake megye
    - LaPorte megye
    - Newton megye
    - Porter megye
    - Starke megye
    - Gibson megye
    - Perry megye
    - Posey megye
    - Spencer megye
    - Vanderburgh megye
    - Warrick megye
- Mexikó
  - Az összes tagállam, plusz Mexikóváros (kivéve Alsó-Kalifornia, Déli-Alsó-Kalifornia, Chihuahua, Nayarit, Quintana Roo, Sinaloa és Sonora)
  - Bahía de Banderas

## Alap időzónaként használó területek (a déli félteke telein)

### Dél-Amerika
- Chile
  - Húsvét-sziget

## Alap időzónaként használó területek (egész évben)

### Észak-Amerika
- Kanada
  - Saskatchewan (kivéve Lloydminster és a közeli területek)

### Közép-Amerika
- Belize
- Costa Rica
- Salvador
- Guatemala
- Honduras
- Nicaragua

### Dél-Amerika
- Ecuador
  - Galápagos-szigetek

## Nyári időszámításként használó területek (az északi félteke nyarain)

### Észak-Amerika
- Kanada
  - Alberta
  - Brit Columbia
    - Cranbrook, Golden és Invermere egyes délkeleti területei

  - Északnyugati területek
  - Nunavut
    - Kitikmeot régió

  - Saskatchewan
    - Lloydminster és a közeli területek
- Egyesült Államok
  -  Colorado 
  -  Montana 
  -  Új-Mexikó 
  -  Utah 
  -  Wyoming 
  -  Arizona 
    - Navajo Nation

  -  Idaho 
    - a Salmon folyótól délre

  -  Kansas 
    - Greeley megye
    - Hamilton megye
    - Sherman megye
    - Wallace megye

  -  Nebraska 
    - Cherry megye nyugati területei
    - Hooker megye
    - Arthur megye
    - Keith megye
    - Perkins megye
    - Chase megye
    - Dundy megye
    - minden a fentiektől nyugatra eső megye az államban

  -  Dél-Dakota 
    - Corson megye
    - Dewey megye
    - Stanley megye nyugati területei
    - Jackson megye
    - Bennett megye
    - minden a fentiektől nyugatra eső megye az államban

  -  Texas 
    - Culberson megye északnyugati területei
    - El Paso megye
    - Hudspeth megye

  -  Észak-Dakota 
    - Adams megye
    - Billings megye
    - Bowman megye
    - Dunn megye déli területei
    - Golden Valley megye
    - Grant megye
    - Hettinger megye
    - McKenzie megye déli területei
    - Sioux megye területei a 31-es úttól délre
    - Slope megye
    - Stark megye

  -  Oregon 
    - Malheur megye nagy része

  -  Nevada 
    - West Wendover település

  -  Oklahoma 
    - Kenton megye
- Mexikó
  - Déli-Alsó-Kalifornia
  - Chihuahua
  - Nayarit (kivéve Bahía de Banderas szigete)
  - Sinaloa

## Időzónák ebben az időeltolódásban
| Időzóna neve angolul        | Időzóna neve magyarul                  | Időzóna rövidítése |
| --------------------------- | -------------------------------------- | ------------------ |
| Mountain Daylight Time      | Hegyi nyári idő                        | MDT                |
| Central Standard Time       | Közép(-amerikai) (téli) idő            | CST                |
| Easter Island Standard Time | Húsvét-szigeti téli idő                | EAST               |
| Galapagos Time              | Galápagosi idő Galápagos-szigeteki idő | GALT               |
| Sierra Time Zone[a]         | -                                      | S                  |

## Megjegyzés
↑ a:  Katonai időzóna.

## Fordítás
Ez a szócikk részben vagy egészben  az   UTC−06:00 című angol Wikipédia-szócikk ezen változatának fordításán alapul.  Az eredeti cikk szerkesztőit annak laptörténete sorolja fel. Ez a jelzés csupán a megfogalmazás eredetét és a szerzői jogokat jelzi, nem szolgál a cikkben szereplő információk forrásmegjelöléseként.